# Lobothorax typus
Lobothorax typus är en kräftdjursart som beskrevs av Pieter Bleeker 1857. Lobothorax typus ingår i släktet Lobothorax och familjen Cymothoidae. Inga underarter finns listade i Catalogue of Life.